# San José del Valle
San José del Valle é um município da Espanha, na província de Cádis, comunidade autónoma da Andaluzia. Tem 223,87 km² de área e em 2021 tinha 4 432 habitantes (densidade: 19,8 hab./km²). Pertence à comarca de Campiña de Jerez, e limita com os municípios de Jerez de la Frontera, Algar, Arcos de la Frontera e Ubrique.